# (3204) Линдгрен
(3204) Линдгрен (лат. Lindgren) — типичный астероид главного пояса, открыт 1 сентября 1978 года советским астрономом Николаем Черных в Крымской астрофизической обсерватории и 2 апреля 1988 года назван в честь шведской писательницы Астрид Линдгрен.

## Обнаружение и именование
(3204) Линдгрен
Открыт 1 сентября 1978 года в Научном Н. С. Черных.
Назван в честь известной шведской писательницы Астрид Анны Эмилии Линдгрен, автора множества увлекательных рассказов для детей и лауреата международной золотой медали Х. К. Андерсена.
Оригинальный текст (англ.)3204 Lindgren
Discovered 1978-09-01 by Chernykh, N. at Nauchnyj.
Named in honor of Astrid Anna Emilia Lindgren, renowned Swedish writer, author of many fascinating stories for children and recipient of the international H. C. Andersen gold medal.
Источники: DISCOVERY.DB; M.P.C. 12971.

## Орбита

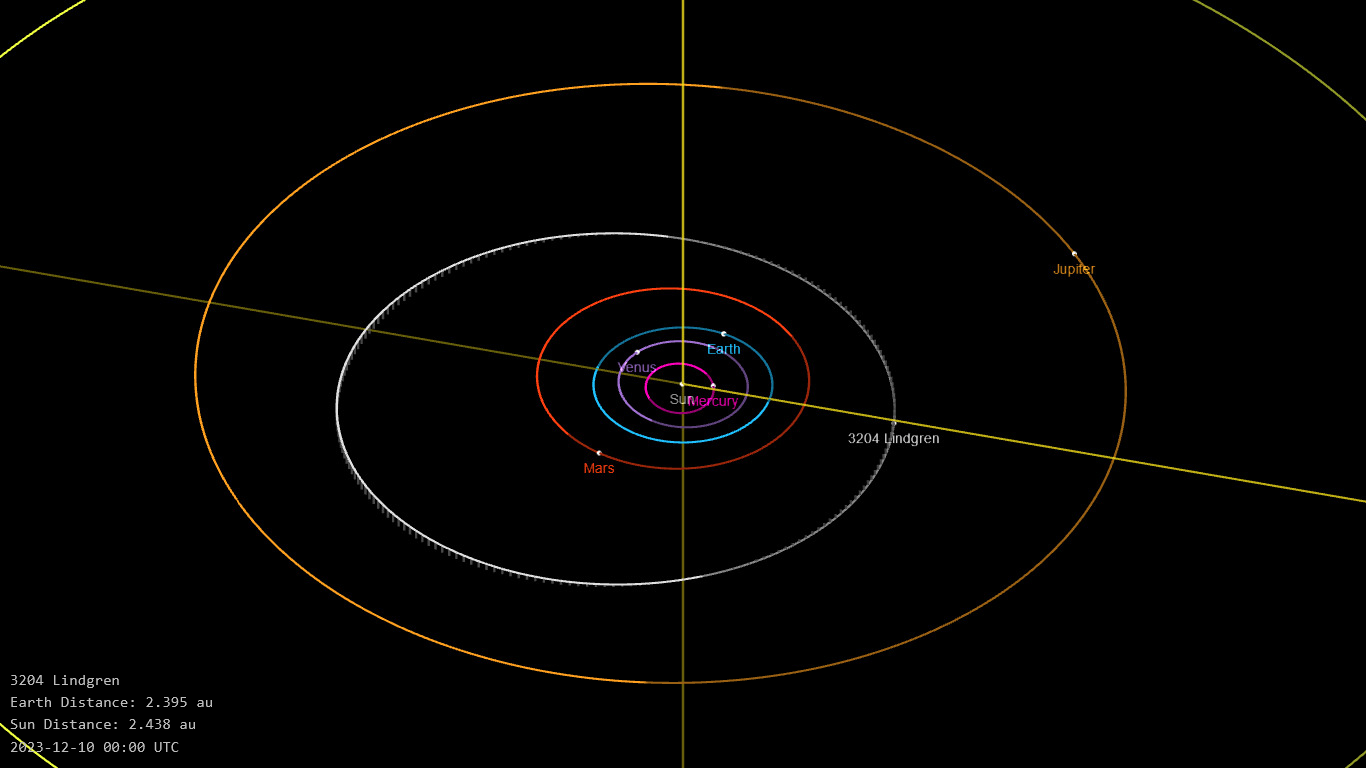
Орбита астероида Линдгрен и его положение в Солнечной системе

## Физические характеристики
Астероид относится к таксономическому классу C.
По результатам наблюдений в видимом и ближнем инфракрасном диапазоне космического телескопа NEOWISE и наблюдений в инфракрасном диапазоне спутника Akari диаметр астероида сначала оценивался равным 19,596±0,248 км, позже — 18,95±0,80 км, 21,±2, км, 20,2±2,0 км, 19,245±0,345 км и 14,88±5,22 км. Согласно тем же источникам альбедо оценивается как 0,0606±0,0151, 0,065±0,006, 0,05±0,01, 0,06±0,01, 0,063±0,007 и 0,078±0,065.